# Речула
Речула (рум. Răciula) — село у Калараському районі Молдови. Адміністративний центр однойменної комуни, до складу якої також входить село Паркань.

## Населення
За даними перепису населення 2004 року у селі проживали 2054 особи.
Національний склад населення села:
| Національність   | Кількість осіб | Відсоток   |
| ---------------- | -------------- | ---------- |
| молдавани румуни | 2021 11        | 98,4% 0,5% |
| росіяни          | 16             | 0,8%       |
| українці         | 4              | 0,2%       |
| гагаузи          | 2              | 0,1%       |
| Всього           | 2054           | 100%       |